# Andreaskirche
L'església de Sant Andreu o Andreaskirche de Hildesheim, Alemanya, és una església gòtica del segle xiv dedicada a Sant Andreu apòstol, essent la més alta de l'estat federat de Baixa Saxònia.

## Història

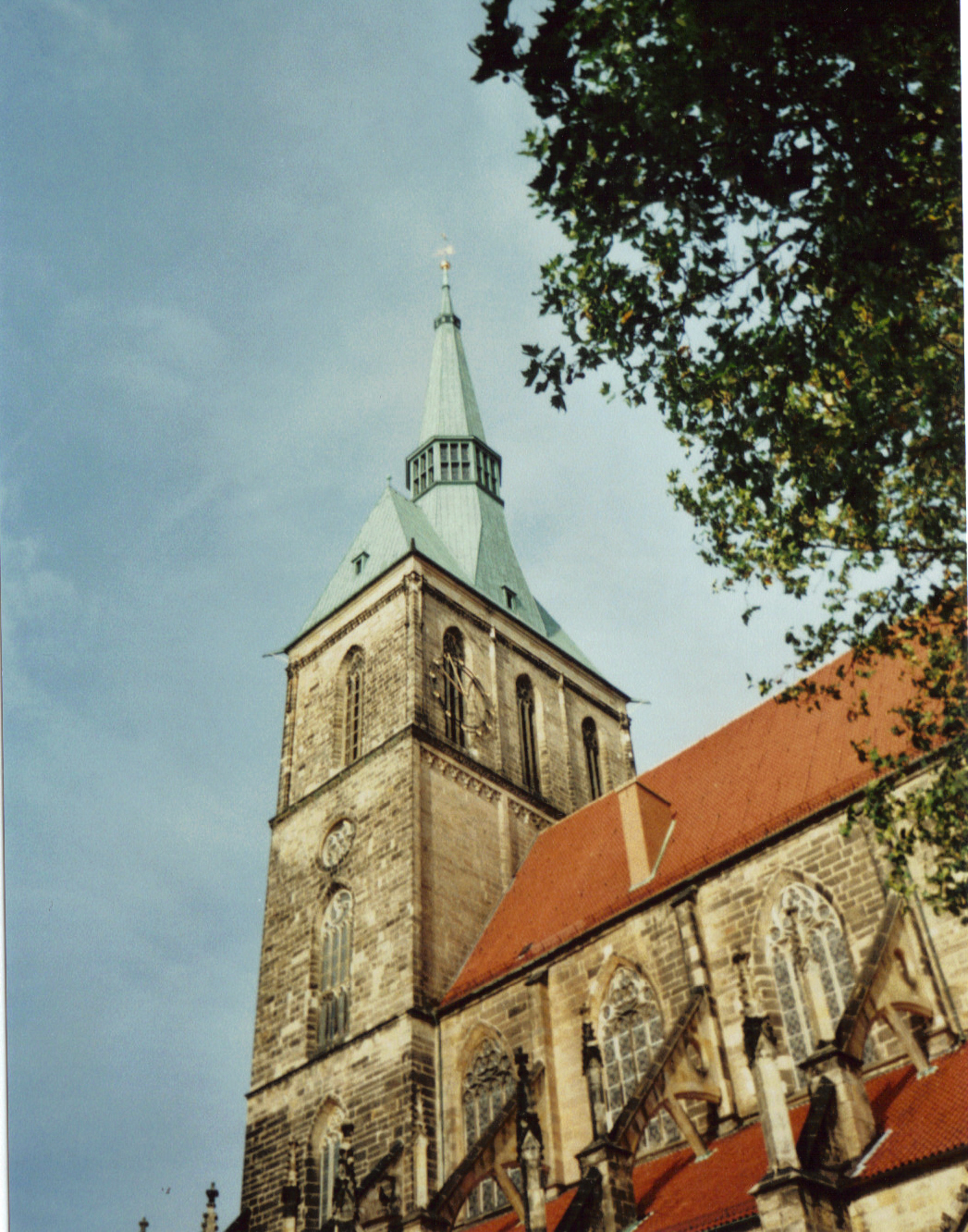
La torre (114 m)

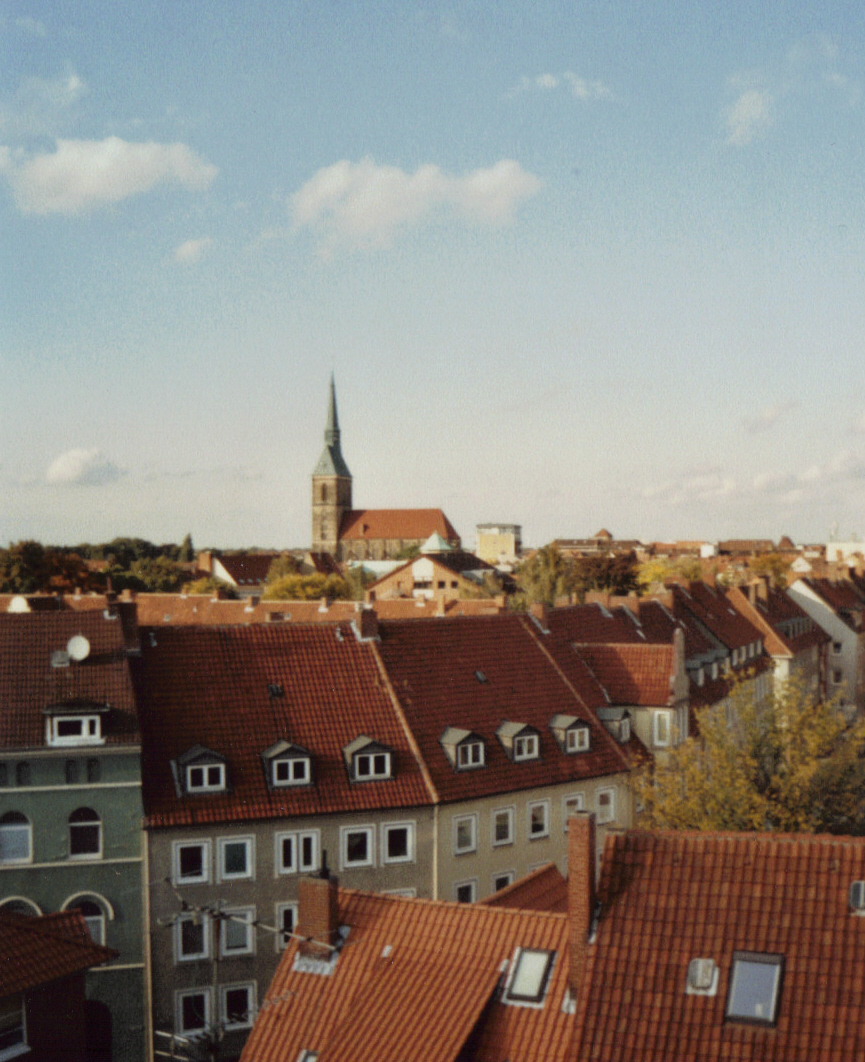
L'església de Sant Andreu

L'església es troba a un lloc que s'anomena Andreasplatz (Plaça de Sant Andreu) que fou originalment la plaça del mercat de la ciutat. Al segle xi hi havia una petita capella on fou amortallat el cos mort del bisbe Godehard (que ostentà el càrrec entre 1022 i 1038) el 6 de maig de 1038. Un document antic menciona aquesta data i el nom de la capella com Capella de Sant Andreu. Aquesta és la primera menció d'un edifici eclesiàstic d'aquest nom a Hildesheim.
Una basílica romànica amb tres naus fou construïda a la plaça mencionada aproximadament l'any 1140. Fou l'església parroquial dels habitants i s'anomenava Església de Sant Andreu o també Església Cívica. Un mur és conservat i fou integrat a l'església d'avui. Però les activitats del mercat varen semblar incompatibles amb una església. Per això, el mercat fou traslladat a un altre lloc, és a dir a la Plaça del Mercat d'avui, a finals del segle xii.

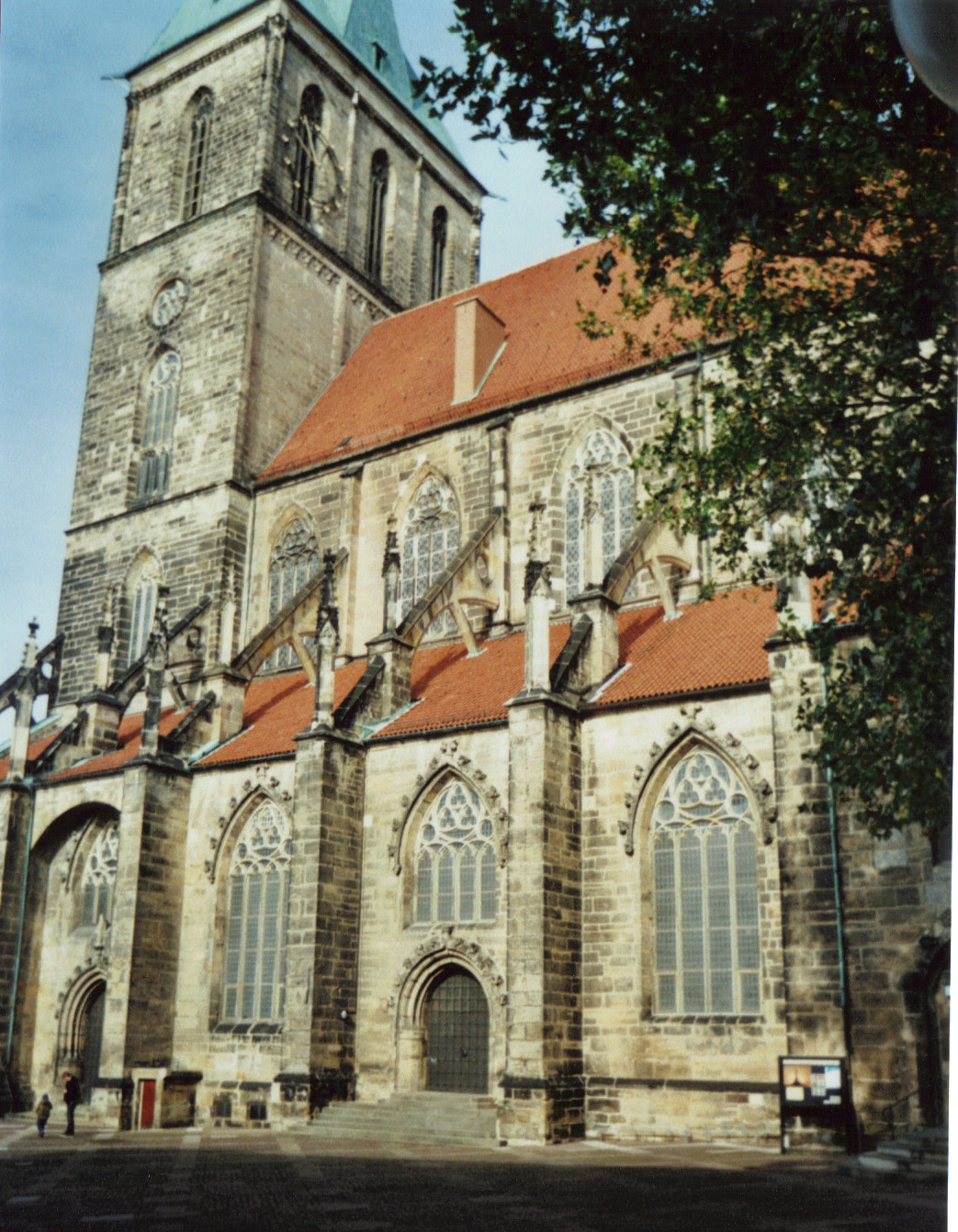
La façana a tocar de la torre.

Per a demostrar la consciència de sí i la riquesa de la ciutat front al bisbe, els habitants de Hildesheim varen fer plans per a ampliar la seva església de Sant Andreu a finals del segle xiv. Volien construir una església més gran que la catedral. Possiblement varen prendre com a model la gòtica Catedral de Sant Vit a Praga que fou finalitzada l'any 1344, l'església de Santa Maria a Lübeck (finalitzada l'any 1251) o una catedral a França.
Els treballs de construcció foren començats l'any 1389 amb el cor. El nom de l'arquitecte és desconegut. La nau del nord fou acabada l'any 1404, la nau principal i la nau del sud l'any 1415. El mur d'oest de l'església romànica fou integrat a la part d'oest de la nova església gòtica. Els treballs de construcció foren interromputs algunes vegades. L'any 1503 es va posar la primera pedra a una torre amb 116 m d'altura. Però quan els treballs de construcció foren finalitzats l'any 1504, la torre havia assolit solament els 44 m d'altura.
Una data molt important per a l'església de Sant Andreu i per a la ciutat fou l'1 de setembre de 1542 quan la reforma fou introduïda a Hildesheim. Aquest dia el Dr. Johannes Bugenhagen, un teòleg protestant i conseller de Martí Luter,va predicar a l'església de Sant Andreu.
El 10 de novembre de 1883, al 400è aniversari de Martí Luter, es van reprendre els treballs de construcció de la torre després d'una pausa de gairebé 400 anys. La torre fou acabada l'any 1887 amb una altura de 114 m.
Durant la Segona Guerra Mundial, l'església de Sant Andreu fou malmesa el 22 de febrer de 1945 i completament destruïda per bombes explosives i bombes incendiàries el 22 de març de 1945.
Després de la guerra, hi havia plans per a demolir les runes per a construir edificis d'habitatges en el seu lloc. Però finalment fou reconstruïda entre 1956 i 1965. Els treballs de reconstrucció foren començats el 2 de maig de 1956. L'església va ser inaugurada el 29 d'agost de 1965.

## Arquitectura

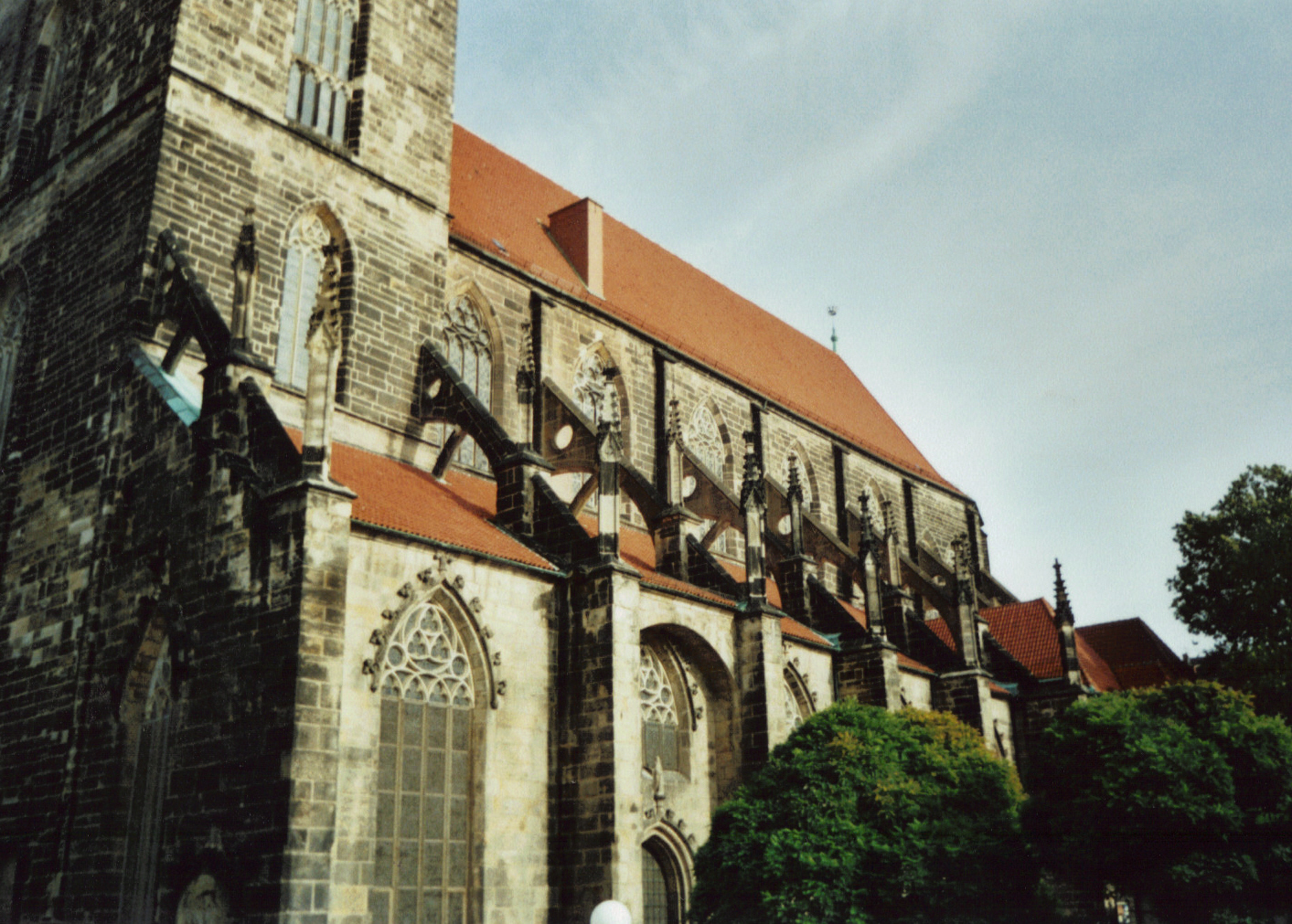
La nau

L'església de Sant Andreu té la torre més alta de Baixa Saxònia amb 114,5 m d'altura. Al llarg de 364 esglaons es pot arribar fins a una altura màxima de 82 m, dés d'on es pot contemplar un esplèndid panorama de Hildesheim i els seus voltants. A l'altura de 31m, hi ha una sala de concerts. És possible veure les campanes a la torre. La planta fa 80 m de llarg i 35 m d'amplada. La nau principal té 28,6 m d'altura i el cavalló de la teulada 43,8 m. El mur romànic és ben conservat amb alguns quaderns i dues columnes típics per a l'estil romànic. Es troba localitzat a l'oest de la nau principal.

## Interior
L'interior és típic per a l'estil gòtic. Hi ha cinc capelles laterals. Hi ha una pila baptismal de bronze de l'any 1547, làpides sepulcrals de l'edat mitjana, finestres modernes en diversos colors de l'any 1966, Portes modernes de bronze. L'orgue de l'any 1965 té 63 registres i 4734 tubs. És un dels orgues més grans d'Alemanya. L'església té quatre campanes dels anys 1632, 1725, 1738 i 1963.